# Кіліноччі (округ)
Кіліноччі (синг. කිලිනොච්චි දිස්ත්රික්කය, там. கிளிநொச்சி மாவட்டம) — один з 25 округів Шрі-Ланки. Входить до складу Північній провінції країни. Адміністративний центр — місто Кіліноччі.

## Площа
Площа округу становить 1279 км² . В адміністративному відношенні поділяється на 4 підрозділи.

## Населення
Населення за даними перепису 2012 року становить 112 875 осіб. 97,03% населення складають ланкійські таміли; 1,49% — індійські таміли; 0,85% — сингали; 0,60% — ларакалла і 0,02% — інші етнічні групи . 82,47% населення сповідують індуїзм; 16,05% — християнство; 0,84% — буддизм і 0,60% — іслам .

## Історія
Між V ст. до н. е. та 13 ст. н. е. нинішній район Кіліноччі був частиною царства Раджарата, а згодом частиною королівства Джафна. В XVI ст. територія перейшла під португальський, а в подальшому під голландський та британський контроль. У 1815 році англійці отримали контроль над усім островом Цейлон. У 1833 р. відповідно до рекомендацій Комісії Колбрука-Камерона етнічні адміністративні структури були об'єднані в єдину адміністрацію, поділену на п'ять географічних провінцій. Кіліноччі в той час залишався складовою частиною округу Джафна і мав як і сам округ тамільське адміністрування та відійшов разом з округом до нової Північної провінції.
У 1936 році регіон був колонізований мешканцями Джафни, які в цьому році заснували місто з метою зменшення перенаселення та масове безробіття в Джафні. Більшість людей, що проживають у цьому районі – фермери, що були пов'язані із сільськогосподарськими роботами. У вересні 1978 році частина округу Джафни була передана новоствореному округу Муллайтіву, а в 1984 році з південної частини було утворено округ Кіліноччі.
Майже весь час в період Громадянської війни округ Кіліноччі перебував під контролем повстанців LTTE, а місто слугувало столицею їхнього проекту держави Таміл-Ілам. Вперше місто було захоплено LTTE в 1990 році, але у вересні 1996 року було відбито урядовими військами. Місто знову потрапило під контроль LTTE у вересні 1998 р., але в жовтні 2008 року в зв'язку з наближенням SLA залишили місто і переїхали до Тармапураму. Невдовзі Кіліноччі було звільнене урядовими силами наприкінці 2008 на початку 2009 рр.